# Régiment d'Espinchal cavalerie
Pour les articles homonymes, voir régiments de Saint-Simon, de Bordage, de Bouzols de Brissac et de Dampierre.
Le régiment d’Espinchal cavalerie est un régiment de cavalerie du royaume de France créé en 1673.

## Création et différentes dénominations
- 10 décembre 1673 : création du régiment de Lançon cavalerie
- 1676 : renommé régiment de Saint-Simon cavalerie
- 8 août 1679 : réformé, sa compagnie Mestre de camp étant incorporée dans le régiment d’Arnolphiny cavalerie par ordre du 24
- ? : rétablissement du régiment de Saint-Simon cavalerie
- 1693 : renommé régiment de Bordage cavalerie
- 1704 : renommé régiment de Bouzols cavalerie
- 1719 : renommé régiment de Brissac cavalerie
- 1727 : renommé régiment de Cossé cavalerie
- 20 juin 1735 : renommé régiment de Fiennes cavalerie
- 1747 : renommé régiment de Dampierre cavalerie
- 1759 : renommé régiment d’Espinchal cavalerie
- 1er décembre 1761 : réformé par incorporation au régiment de Bourgogne cavalerie

## Équipement

### Étendards
4 étendards de « ſoye jaune, bordez de noir, Soleil au milieu brodé en or, & frangez d’or ».

4 étendards de « ſoye ponceau, bordez de noir, Soleil & devise du Roi, brodez & frangez d’or ».

Étendards
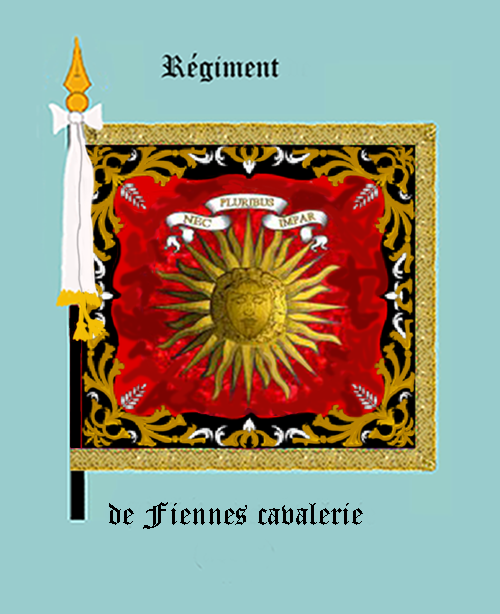
régiment de Fiennes cavalerie
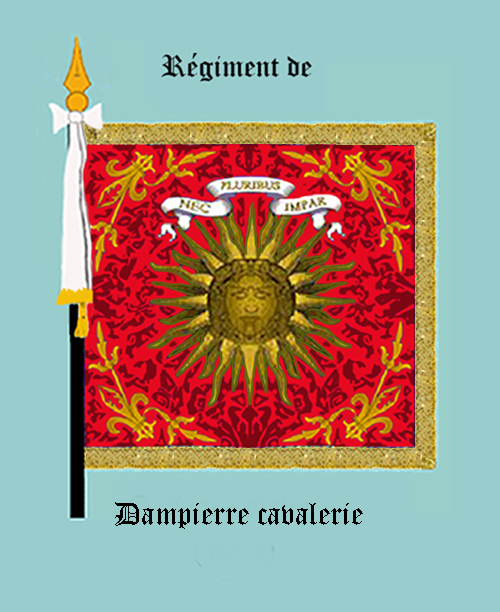
régiment de Dampierre cavalerie, avers

### Habillement

Uniformes
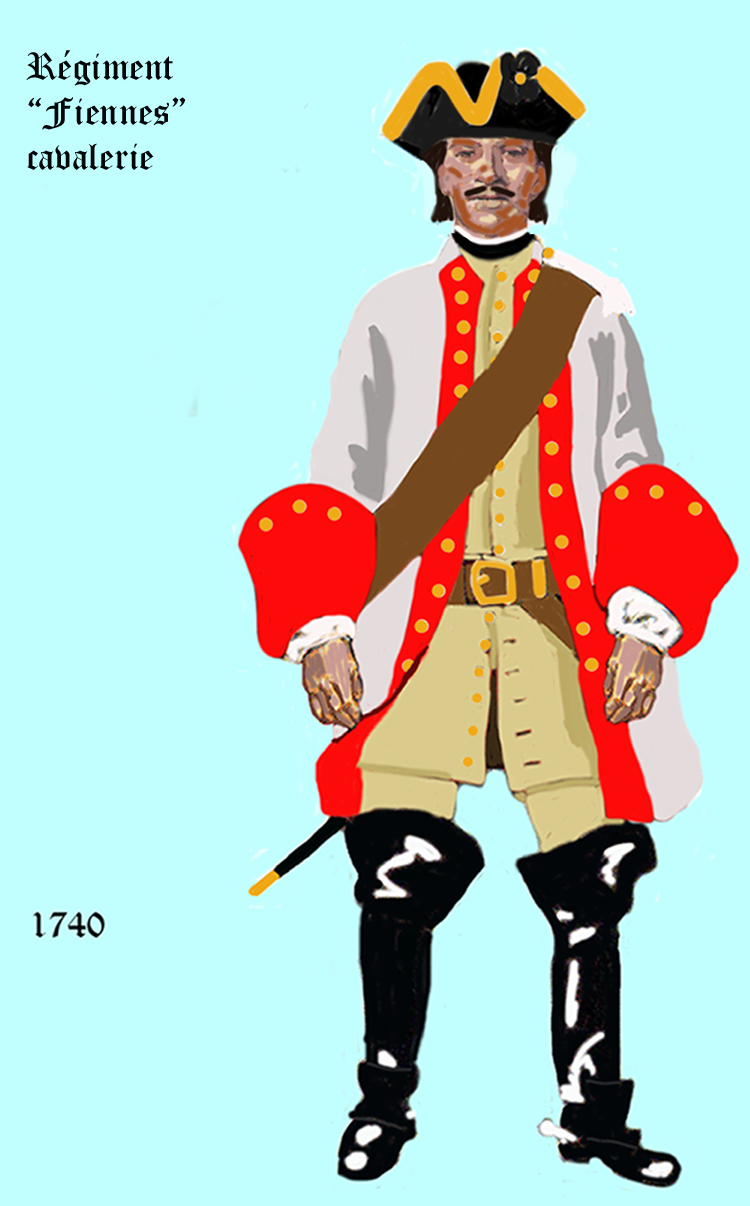
de 1740 à 1757
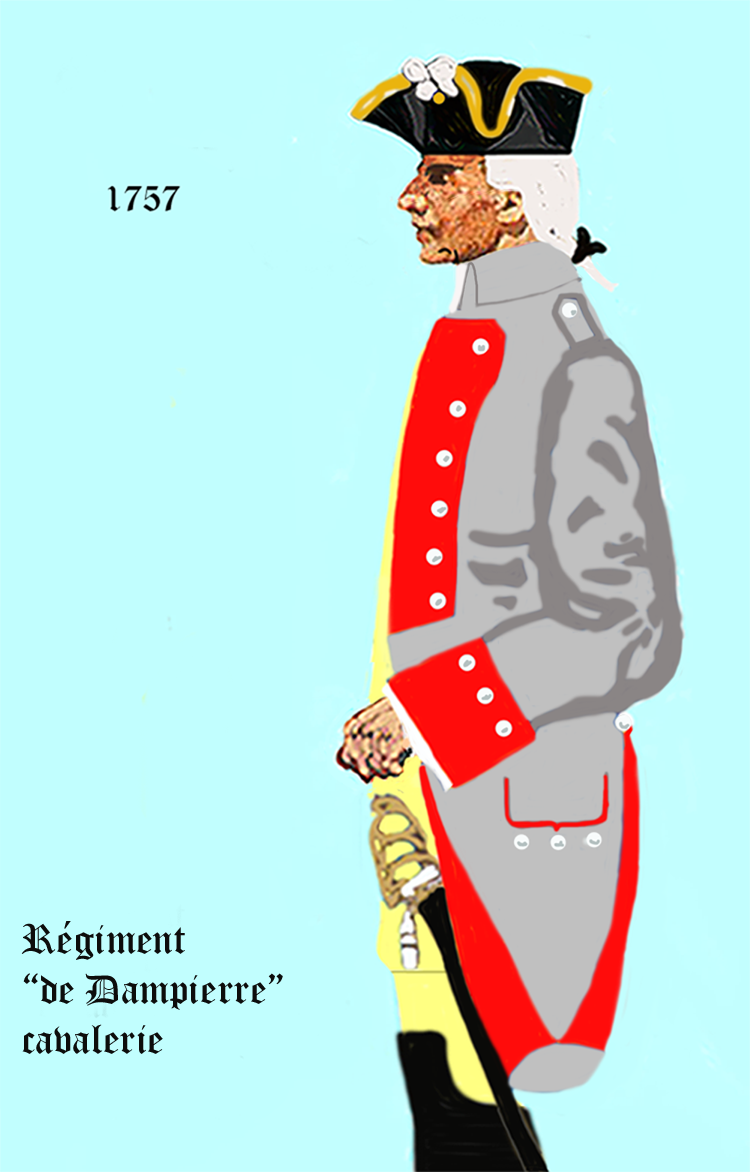
de 1757 à 1761

## Historique

### Mestres de camp
- 10 décembre 1673 : Jean de Pouilly de Lançon, brigadier le 13 février 1674, maréchal de camp le 25 février 1677, lieutenant général le 28 juin 1678, † février 1685
- mars 1676 : comte de Saint-Simon
- 1693 : comte de Bordage
- 1704 : marquis de Bouzols
- 1719 : duc de Brissac
- 6 septembre 1727 : Hugues René Thimoléon de Cossé de Brissac, comte de Cossé, frère du précédent, brigadier le 1er janvier 1740, déclaré maréchal de camp le 1er août 1744 par brevet du 2 mai, lieutenant général le 10 mai 1748, † 21 août 1754
- 20 juin 1735 : Charles Maximilien de Fiennes des Vicomtes de Fruges, marquis de Fiennes, brigadier le 1er janvier 1740, déclaré maréchal de camp le 7 juin 1744 par brevet du 2 mai, † 10 février 1750
- 1744 : comte de Fiennes
- 1747 : comte de Dampierre
- 1759 : marquis d’Espinchal

### Campagnes
- Guerre de Succession d'Espagne

15 novembre 1703: bataille de Spire
- Guerre de Succession d'Autriche

11 mai 1745: bataille de Fontenoy

### Quartiers
- Saint Maixent[1]